# QWERTY

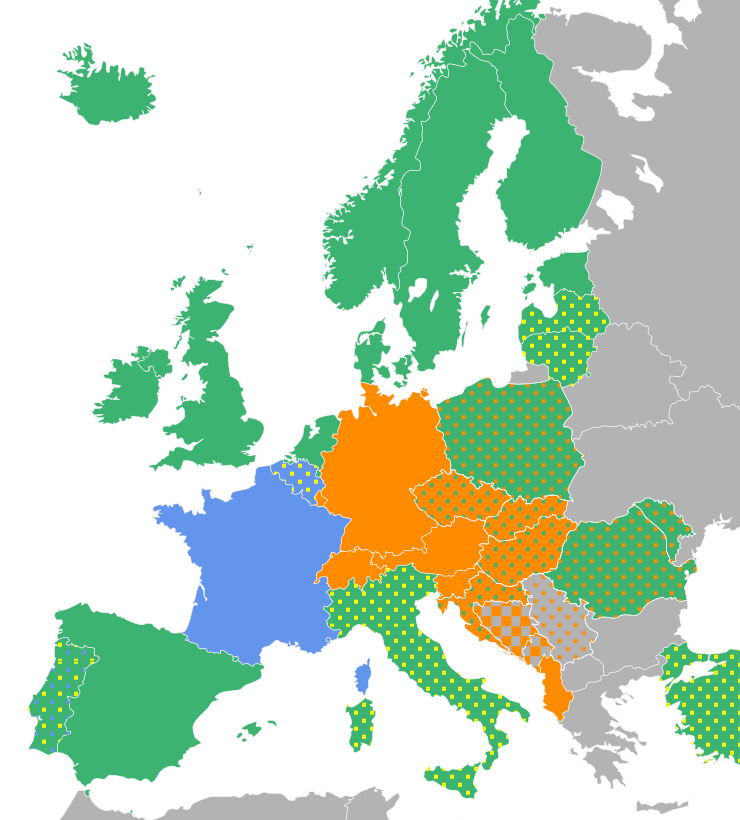
Географічне розповсюдження різних розкладок клавіатури в Європі:
QWERTY
QWERTZ
AZERTY
Національні розкладки (турецька FGĞIOD, латвійська ŪGJRMV, литовська ĄŽERTY)
Нелатинські абетки

Розкладка клавіатури ANSI QWERTY (США)

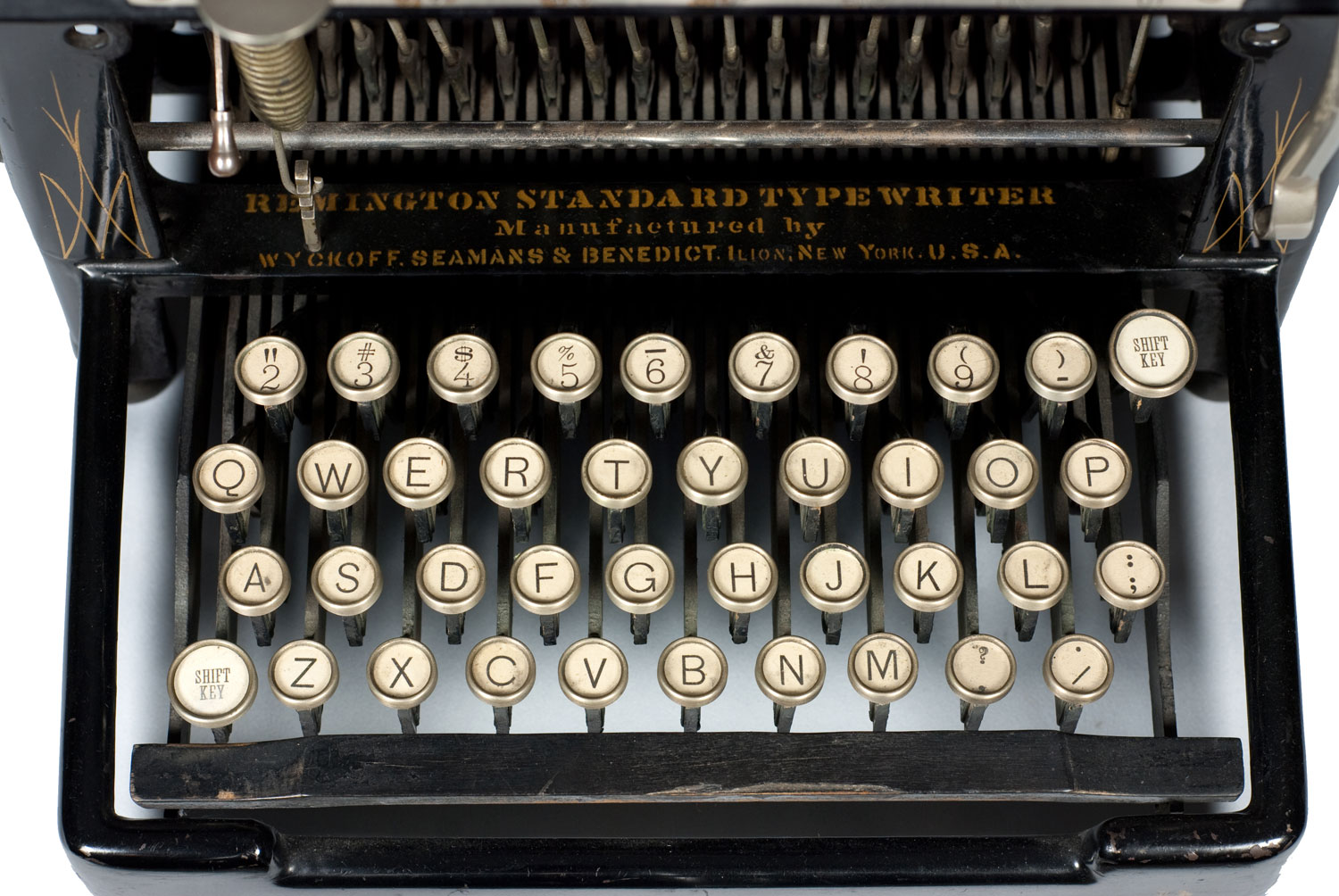
Клавіатура друкарської машинки Remington 2, 1878 рік

QWERTY (KWUR-tee) — найпопулярніша розкладка клавіатури для латинської абетки. Назва походить від порядку перших шести клавіш у верхньому рядку літер на клавіатурі:Q+W+E+R+T+Y. Дизайн QWERTY базується на розкладці друкарської машинки Шоулза і Ґліддена, що продається через E. Remington & Sons з 1874 року. QWERTY стала популярною завдяки успіху Remington № 2 1878 року та досі залишається повсюдно використаною. На її ґрунті створена кирилична розкладка для македонської мови.

## Історія
У перших друкарських машинках Крістофера Шоулза, розроблених у 1867—1871 роках, було два рядки клавіш, що розташовувалися в алфавітному порядку. Таке положення літер приводило до частого зчеплення важелів між собою. Для вирішення цієї проблеми Крістофер Шоулз почав експериментувати з розкладками. Першою популярною друкарською машинкою стала Ремінгтон 1, на якій була встановлена саме QWERTY. Цілих п'ять років ця машинка була єдиною на ринку, тому до розкладки встигли звикнути покупці.
У 1888 році для машинки Ремінгтон 2 Франком Макгуріном був винайдений сліпий метод друку, що допомогло популяризації даної розкладки.
У цьому ж році були влаштовані змагання по швидкості набору тексту, у яких безапеляційно переміг Макгурін. З того часу більшість друкарських машинок вироблялися з розкладкою QWERTY, а друкарі почали друкувати «всліпу».
Нині QWERTY — найпопулярніша у світі розкладка, хоча нагальна потреба у її використанні зникла з появою комп'ютерів.
Через розвиток технологій у виробництві друкарських машинок, виникли проблеми, які актуальні й досі, а саме: потреба в збільшенні швидкості друку, а також втома рук. Через це виникла необхідність у створенні кращої та досконалої розкладки клавіатури, що могла б вирішити всі ці проблеми.

## Комп'ютерні клавіатури

Варіант розкладки клавіатури QWERTY, який використовується в США. Деякі країни, як-от Сполучене Королівство та Канада, використовують дещо іншу QWERTY (у Сполученому Королівстві символи @ і " поміняні місцями, і обидві мають клавішу AltGr ("альтернативна графіка"), а не праву клавішу Alt – як і більшість неангломовних клавіатур.

Перші комп’ютерні термінали, такі як Teletype, були друкарськими машинками, які могли створювати різні комп’ютерні коди та керувати ними. Вони використовували розкладку QWERTY і додавали клавіші, наприклад Esc, яке мало особливе значення для комп’ютерів. Пізніше клавіатури додали функціональні клавіші та клавіші зі стрілками. Після стандартизації персональних комп’ютерів і Windows більшість повнорозмірних комп’ютерних клавіатур дотримуються цього стандарту. Ця розкладка має окрему цифрову клавіатуру для введення даних праворуч, 12 функціональних клавіш у верхній частині та секцію курсору праворуч і в центрі з клавішами для Insert, Delete,Home, End, Page Up, іPage Down зі стрілками курсору у формі перевернутої Т.

### Діакритичні знаки
З появою електромеханічних друкарських машин виникла проблема відмінності густини знаків. Справа в тому, що знаки малої площі (точка, кома, апостроф) вимагають меншої сили удару, в іншому випадку вони пошкоджують барвник і папір, в той час як літери з великою площею знака (W, Q, @) пропечатуються недостатньо чітко. У механічних машинах, що пишуть, силу удару можна було дозувати силою натискання на кнопку, але в електромеханічних машинах і телетайпах це було неможливо. Компанія IBM у пишучій машині Selectric застосувала механізм, який докладав різного зусилля до різних літер, однак він однаково працював при натиснутій та відпущеній клавіші Shift. Тому компанія IBM у своїх машинах, що пишуть, розташувала на одній клавіші знаки з близькою щільністю. У той же час розробники стандарту ASCII орієнтувалися на розкладку клавіатури машини Remington No2, але при цьому зрушили на одну клавішу знаки від «&» до «)». Така розкладка тривалий час продовжувала використовуватися в комп'ютерних терміналах і телетайпах, оскільки зміна розкладки потребувала б ускладнення декодера клавіш, щоб сприймав положення клавіші Shift. Розкладку, засновану на ASCII також називали "bit-paired layout", а на розкладці друкарських машин IBM - "typewriter-paired layout", ця назва була відображена в стандарті ANSI X4.14-1971.

## Альтернативні розкладки
Розкладка QWERTY на даний момент критикується як анахронізм: проблема, яка призвела до появи розкладки QWERTY — літери, що зачіпають один за одного, давно вирішена. З того часу було зроблено кілька спроб розробити розкладки, що найбільше підходять для швидкісного набору.

### Дворак

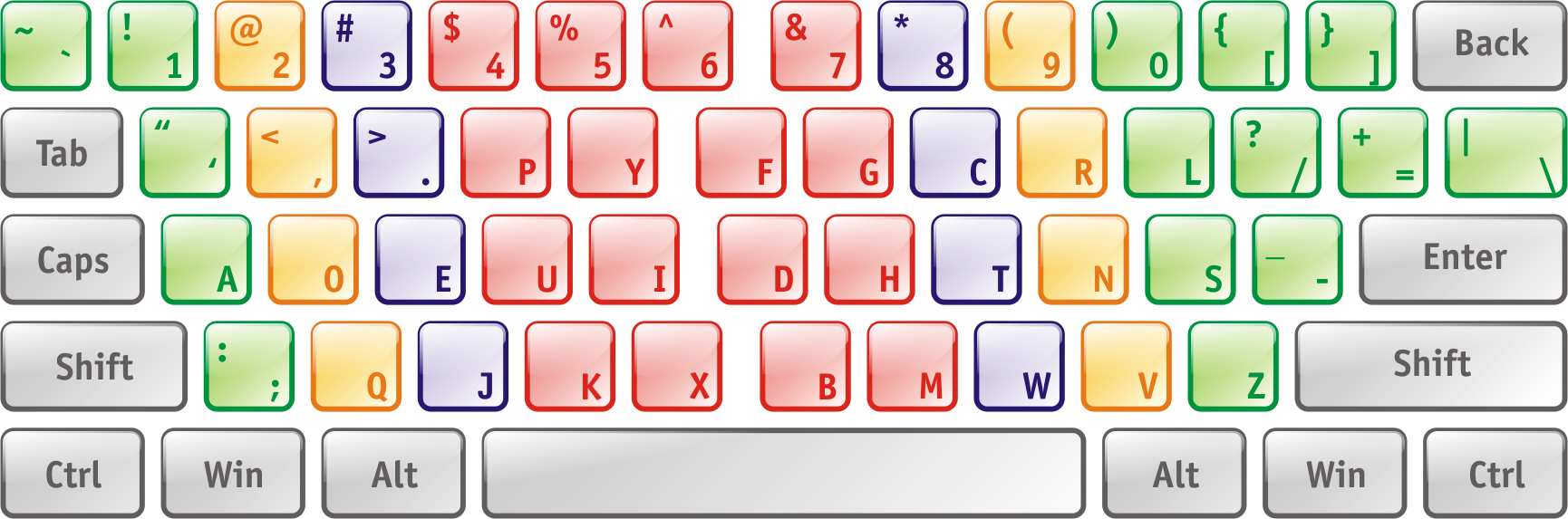
Спрощена клавіатура Дворака

У 1936 році професор Вашингтонського університету Авґуст Дворак вирішив повернутися до витоків стандартної розкладки та науково обґрунтувати необхідність нової. Результатом його досліджень стала нова розкладка, що носить ім'я автора. Її принцип — максимальна зручність для користувча. Але незважаючи на те, що розкладка Дворака розроблена за всіма правилами, враховує більшість міркувань ергономіки та включена до списку розкладок будь-якої версії Windows, з нею працюють лише 2% користувачів комп'ютерів.У грудні 1943 року Дворак написав:

Можна, не докладаючи особливих зусиль, створити десятки клавіатурних розкладок, які будуть принаймні не гіршими за універсальну клавіатуру Шоулза. Якщо літери та символи з трьох нижніх рядів клавіатури Шоулза перемішати і розставити випадковим чином, то найчастіше вийде зручніша клавіатурна розкладка, при якій навантаження на руки та окремі пальці буде розподілено рівномірніше. При цьому стане менше слів, що набираються лише однією рукою, і буде менше складноздійснюваних послідовностей натискань літерних клавіш, ніж при роботі на згаданій вище універсальній клавіатурі Шоулза.

### Colemak

Розкладка Colemak

Розкладка Colemak розроблена у 2006 році Шаєм Коулманом для набору англійських текстів. Назва походить від Coleman+Dvorak. Розкладка пристосована до сучасних комп'ютерних реалій і, як запевняє Коулман, дозволяє вирішити такі проблеми:
- Набагато швидше за QWERTY і дещо швидше за дворак — у Colemak розвантажені мізинці і частіше застосовується чергування рук.
- Завдяки частковій схожості QWERTY та Colemak можна друкувати, наприклад, на QWERTY на роботі та на Colemak вдома. Розклад Дворака зовсім не схожий на QWERTY.
- Залишає важливі клавіатурні команди (Ctrl+Z, Ctrl+S і т. д.) у місцях, до яких можна дотягнутися однією рукою.
- Програмування на Colemak простіше, ніж на розкладці Дворака — всі розділові знаки, крім точки з комою, залишені на тій же позиції, що і в QWERTY.

Цікаво, що на місці ⇪ Caps Lock на Colemak знаходиться ще одна клавіша ← Backspace.